# Blind Idiot God
Blind Idiot God (с англ. — «Слепой Идиотский Бог»), также известны как B.I.G. — американское инструментальное рок-трио, образованное в 1982 году в Сент-Луисе, штат Миссури, гитаристом Энди Хокинсом, басистом Габриэлем Кацем и барабанщиком Тедом Эпштейном. Фраза «слепой идиотский бог» происходит от описания бога Азатота писателем ужасов Г. Ф. Лавкрафтом. Их часто импровизационный музыкальный стиль сочетает в себе влияния панк-рока, нойза, классической музыки 20-го века, хеви-метала, даба, фри-джаза и фанка. В настоящее время они базируются в Нью-Йорке и часто сотрудничают с музыкантами Биллом Ласвеллом и Джоном Зорном.
Их одноименный дебютный альбом Blind Idiot God был выпущен SST Records в 1987 году и был хорошо принят критиками. Брайан Олевник из AllMusic описал его как «необыкновенный дебют [...] три музыканта продемонстрировали поразительную оригинальность и впечатляющую технику как на своих инструментах, так и в глубине и стиле своих композиций». С басистом Биллом Ласвеллом, который занимался продюсерскими обязанностями, Undertow был выпущен в 1988 году, а за ним последовал Cyclotron в 1992 году. Тед Эпштейн покинул группу в 1996 году, а оставшиеся участники взяли перерыв, пока искали ему замену.
В 2001 году Blind Idiot God воссоединились после примерно десятилетия бездействия, а Тим Выскида (из Khanate) заменил Эпштейна. В период с 2008 по 2010 год Blind Idiot God записывали материал в студиях Нью-Джерси; Barber Shop; и Orange Sound, который вошел в их четвертый альбом Before Ever After. Габриэль Кац ушел в 2012 году и был заменен ветераном-басистом из Нью-Йорка Уиллом Далем, что сделало Энди Хокинса единственным оригинальным участником, все еще выступающим в группе. Before Ever After был выпущен 24 февраля 2015 года, а новый состав дал три живых концерта в Нью-Йорке, приуроченных к релизу. В 2017 году группа объявила, что они переиздадут свой каталог в нескольких форматах и что они начали работу над новым альбомом.

## Характеристики
Стиль
Хотя в основе своей это тяжёлый метал, музыка Blind Idiot God вдохновлена панк-роком, дабом и композиторами классической музыки, в частности Дьёрдь Лигети, Кшиштофом Пендерецким и Игорем Стравинским. В интервью Guitar Player 1997 года Хокинс объяснил, что одной из причин, по которой он черпал вдохновение в классической музыке, было использование более продвинутой гармонии: «Когда я слушаю много метала и хард-рока, я думаю: «Великая интенсивность! Скучные аккорды!»». Музыка группы также во многом черпает вдохновение из фри-джаза, а ее участники упоминают Сесила Тейлора, Орнетта Коулмена и Джона Колтрейна как ранних музыкальных вдохновителей. Бывший барабанщик Тед Эпштейн также прокомментировал роль фанка в его музыке, заявив: «С 15 или 16 лет у меня была идея фанка как концепции, синкопа и принцип «тяни-толкай», присущие фанку, воплощенные в Funkadelic, Grandmaster Flash, Sly & the Family Stone и The Meters». Также проводились сравнения с Blue Cheer, Last Exit, Sex Pistols, Гленном Бранкой и Джими Хендриксом. В обзоре дебюта группы критик Electronic Musician отметил, что «если взять оригинальные многодорожечные записи Хендрикса, вытереть вокал и передать их Scientist, регги-даб-микшеру, то результат может звучать как B.l.G».
С момента своего создания музыка Blind Idiot God была полностью инструментальной, а ее участники единогласно заявляли о своей незаинтересованности во включении вокала в свои аранжировки. Энди Хокинс объяснил, что «когда вы слышите голос, он обычно имеет такое отчетливое эмоциональное качество. Он говорит совершенно иначе, чем музыка, поэтому он просто мешает тому, что мы пытаемся сделать в музыкальном плане». Однако в начале девяностых группа выразила желание создать отдельный проект, который интегрировал бы вокал в свою музыку.

## Наследие
Кинорежиссер и актер Алекс Уинтер — давний поклонник Blind Idiot God, он использовал их музыку в своем дебютном художественном фильме Уроды и снова в своем документальном фильме 2013 года Скачанный. В 2014 году он описал их как «одну из самых почитаемых и влиятельных групп, вышедших из эпохи SST [...] они так же велики и смелы сегодня, как и всегда». Бывший вокалист Black Flag Генри Роллинз заявил, что является поклонником их творчества и считает честью сотрудничество с ними.

## Дискография
Студийные альбомы
- Blind Idiot God (SST, 1987)
- Undertow (Enemy, 1988)
- Cyclotron (Avant, 1992)
- Before Ever After (Indivisible, 2015)

Мини-альбомы
- Purged Specimen (Enemy, 1989)
- Sawtooth (Enemy, 1989)